# CS Volei 2004 Tomis Constanța
Le CS Volei 2004 Tomis Constanța  est un club roumain de volley-ball  fondé en 2004 et basé à Constanța qui évolue pour la saison 2013-2014 en Divizia A1.

## Palmarès
- Championnat de Roumanie
  - Vainqueur : 2011, 2012.
  - Finaliste : 2009, 2010.
- Coupe de Roumanie
  - Vainqueur : 2011.
  - Finaliste : 2010, 2012.

## Anciens joueuses
- Adriana Bobi  Roumanie
- Diana Calotă  Roumanie
- Ana Cazacu  Roumanie
- Ioana Pristavu  Roumanie
- Aliona Martiniuc  Moldavie
- Ioana Nemțanu  Roumanie
- Emiliya Dimitrova  Bulgarie
- Katarina Barun  Croatie
- Ivana Plchotová  République tchèque
- Tsvetelina Zarkova  Bulgarie
- Dominique Lamb  États-Unis
- Jeoselyna Rodríguez  République dominicaine
- Thais Julio  Brésil
- Marina Vujović  Serbie
- Meagan Ganzer  États-Unis
- Katsiaryna Zakreuskaya  Biélorussie
- Jasna Majstorović  Serbie
- Youlia Bogmatser  Ukraine
- Martina Konečná  Slovaquie

## Effectifs

### Saison 2013-2014
Entraîneur : Constantin Alexe  Roumanie